# Caldwelliola insularis
Caldwelliola insularis är en insektsart som beskrevs av Young 1977. Caldwelliola insularis ingår i släktet Caldwelliola och familjen dvärgstritar. Inga underarter finns listade i Catalogue of Life.